# Antônio Francisco Pereira de Carvalho
Antônio Francisco Pereira de Carvalho (? — 1915) foi um político brasileiro.
Foi presidente das províncias do Rio Grande do Norte, nomeado por carta imperial de 7 de junho de 1852, de 10 de julho de 1852 a 24 de outubro de 1853, tendo governado a província novamente de 11 de novembro de 1886 a 10 de agosto de 1888, e do Piauí, de 5 de dezembro de 1853 a 9 de agosto de 1855.